# Пацёрки

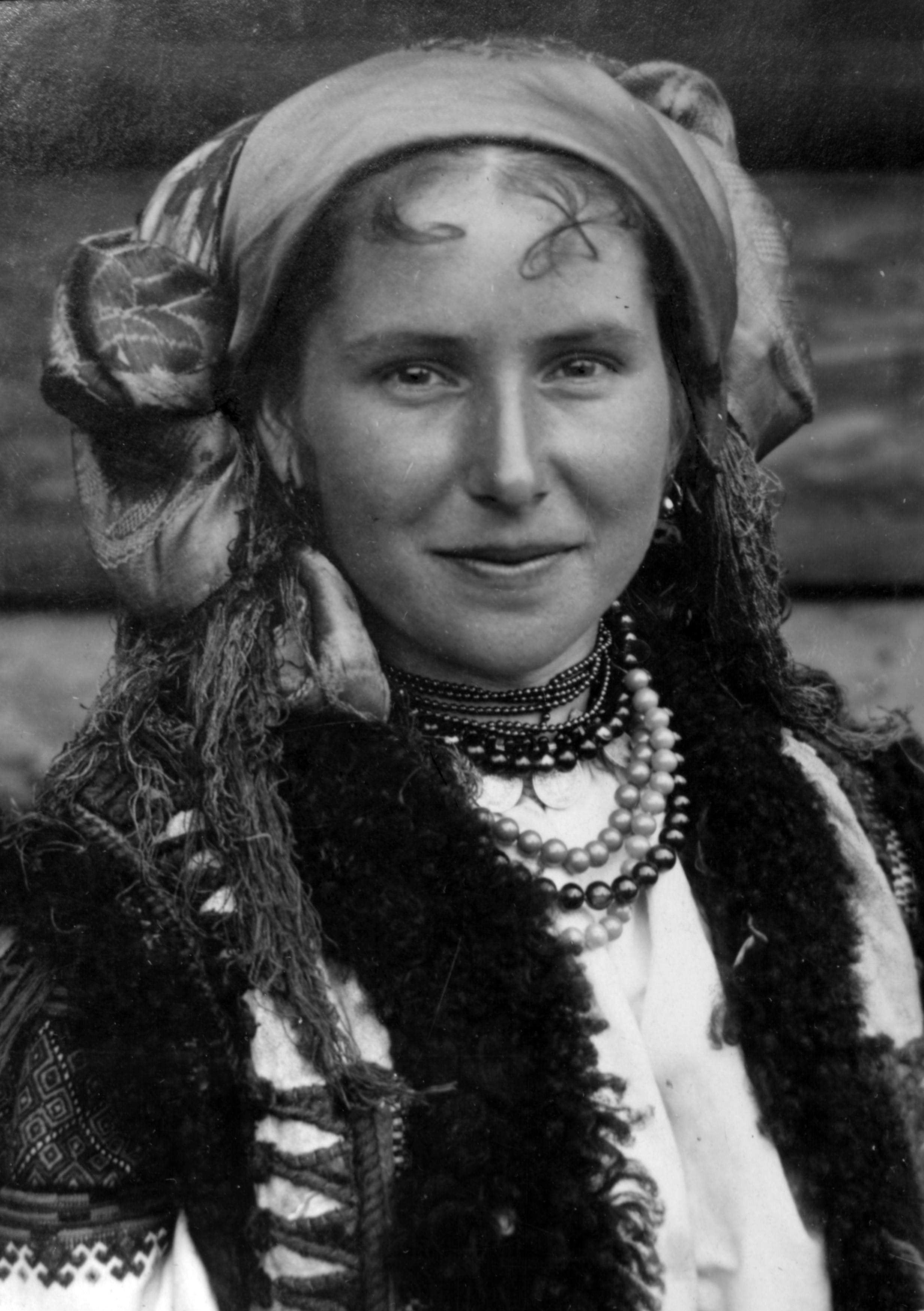
Николай Сеньковский. «Гуцулка», 1920—1930 годы

Пацьо́рки, пацё́рки (укр. пацьорки) — ожерелье из цветного дутого стекла. Получило распространение в конце XIX века. Пацьорки являются одним из элементов украинского национального костюма. Кроме Украины были распространены и в других регионах Восточной Европы (например, Беларусь).

## История
Слово пацьорки польского происхождения, на что кроме прочего указывает цеканье (переход мягкой согласной т в ц). Восходит к католической (латинской) молитве Pater noster (Отче наш). В письменных украинских источниках название этой молитвы в форме пацер известно с XVIII столетия. Впоследствии оно закрепилось за названием чёток, позже перешло на ожерелье, а также приобрело ещё несколько значений.
Ожерелья из не дутых стеклянных бусин вошли в украинский народный женский костюм в XIX веке. Они были белого, голубого, зелёного, жёлтого, красного, вишнёвого, чёрного цвета. Иногда на один ряд нанизывались разноцветные бусины. Самой дорогой разновидностью бус были те, что изготавливались из муранского стекла из Венеции. Такого рода бусы называли «венецианками». Их инкрустировали металлами (чаще всего — золотом) и расписывали эмалью. Самыми распространёнными были чёрные бусины с белыми пятнышками. В конце XIX—начале XX века распространились разноцветные «дутые» стеклянные бусы типа ёлочных — бусины походили на миниатюрные ёлочные украшения, а бусы — на ёлочные гирлянды. В некоторых семьях ожерелья из дутого стекла даже вешали на ёлку в качестве украшения. Они состояли из нитей с бусами ремесленного или фабричного производства. Хотя пацьорки отличались недолговечностью, так как часто бились, они были дешёвые и яркие, потому пользовались популярностью среди женщин. Покупали такое ожерелье поштучно, определённое количество бусин нанизывали на нитки длиной 35-75 см, группируя их по размеру и цвету. Такие бусы были известны под несколькими названиями («светлячки», «надуванцы»/«надуванчики», «шары», «бранзолеты»/«бранзульеты»). Со временем они значительно потеснили другие бусы, которые носили украинки. Отдельные бусины также использовали для украшения венков.
Упоминаний об украинских мастерских по производству «дутых» стеклянных ожерелий не обнаружено. Как свидетельствуют старые газетные публикации, в Украину такие бусы поставляли с чешских территорий вблизи Судетов во времена, когда Галичина была частью Австро-Венгрии. Распространение этого промысла связывают с судетскими немцами. Украинки могли приобрести такие украшения на ярмарках, в городских магазинах или же по почте. Во львовской печати 1940-х годов содержались объявления о том, как по почте заказать новинки через галантерейные магазины Варшавы.